# Impatiens holocentra
Impatiens holocentra är en balsaminväxtart som beskrevs av Hand.-mazz. Impatiens holocentra ingår i släktet balsaminer, och familjen balsaminväxter. Inga underarter finns listade i Catalogue of Life.